# Marianna Zorba
Marianna Zorba (griechisch Μαριάννα Ζορμπά; * 1967 in Athen) ist eine griechische Sängerin.

## Leben und Wirken
Zorba sang in griechischen Tanzlokalen, bis sie vom Musiker Manolis Manouselis als Sängerin für seine Komposition Horepse entdeckt wurde. Mit diesem folkloristischen Titel beteiligte sich Griechenland beim Eurovision Song Contest 1997 in der irischen Hauptstadt Dublin und belegte den 12. Rang. Kurz darauf heirateten Zorba und Manouselis.
Das Paar zog 2002 auf die Insel Kreta, wo sie das Musikduo Notios Anemos gründeten. Seit 2010 wohnt das Ehepaar in Wuppertal. Hier unterrichtet Zorba an einer griechischen Schule.